# Transition (Steve Lukather)
Transition è il settimo album in studio del chitarrista e cantante statunitense Steve Lukather, pubblicato il 21 gennaio 2013 dalla Mascot Records.
È il secondo album che Lukather ha scelto di pubblicare con la casa discografica Mascot Records.
Alla realizzazione dell'album hanno partecipato, tra gli altri, il figlio di Steve, Trevor Lukather, e Nathan East, bassista dei Toto dalla reunion del 2010.

## Tracce
1. Judgement Day – 7:16 (Steve Lukather, C.J. Vanston)
2. Creep Motel – 5:46 (Steve Lukather, C.J. Vanston, Fee Waybill)
3. Once Again – 4:57 (Steve Lukather, C.J. Vanston)
4. Right the Wrong – 6:20 (Steve Lukather, C.J. Vanston, Trevor Lukather)
5. Transition – 5:32 (Steve Lukather, C.J. Vanston, Steve Weingart)
6. Last Man Standing – 5:20 (Steve Lukather, Randy Goodrum)
7. Do I Stand Alone – 4:10 (Steve Lukather, C.J. Vanston)
8. Rest of the World – 4:01 (Jack Raines, C.J. Vanston)
9. Smile – 2:30 (Charlie Chaplin, arrangiamento di Steve Lukather, Steve Weingart, C.J. Vanston)

Durata totale: 45:52

## Formazione
- Steve Lukather – voce, chitarra, cori
- C.J. Vanston – tastiere
- Steve Weingart – tastiere
- Renee Jones – basso
- Eric Valentine – batteria
- Leland Sklar – basso
- Nathan East – basso
- John Pierce – basso
- Tal Wilkenfeld – basso
- Gregg Bissonette – batteria
- Chad Smith – batteria
- Tos Panos – batteria
- Phil Collen – cori
- Jenny Douglas McRae – cori
- Richard Page – cori
- Kristina Helene – cori
- Renee Jones – cori
- Jack Raines – cori
- Lenny Castro – percussioni
- Trevor Lukather – chitarra